# Quarzwerke Gruppe

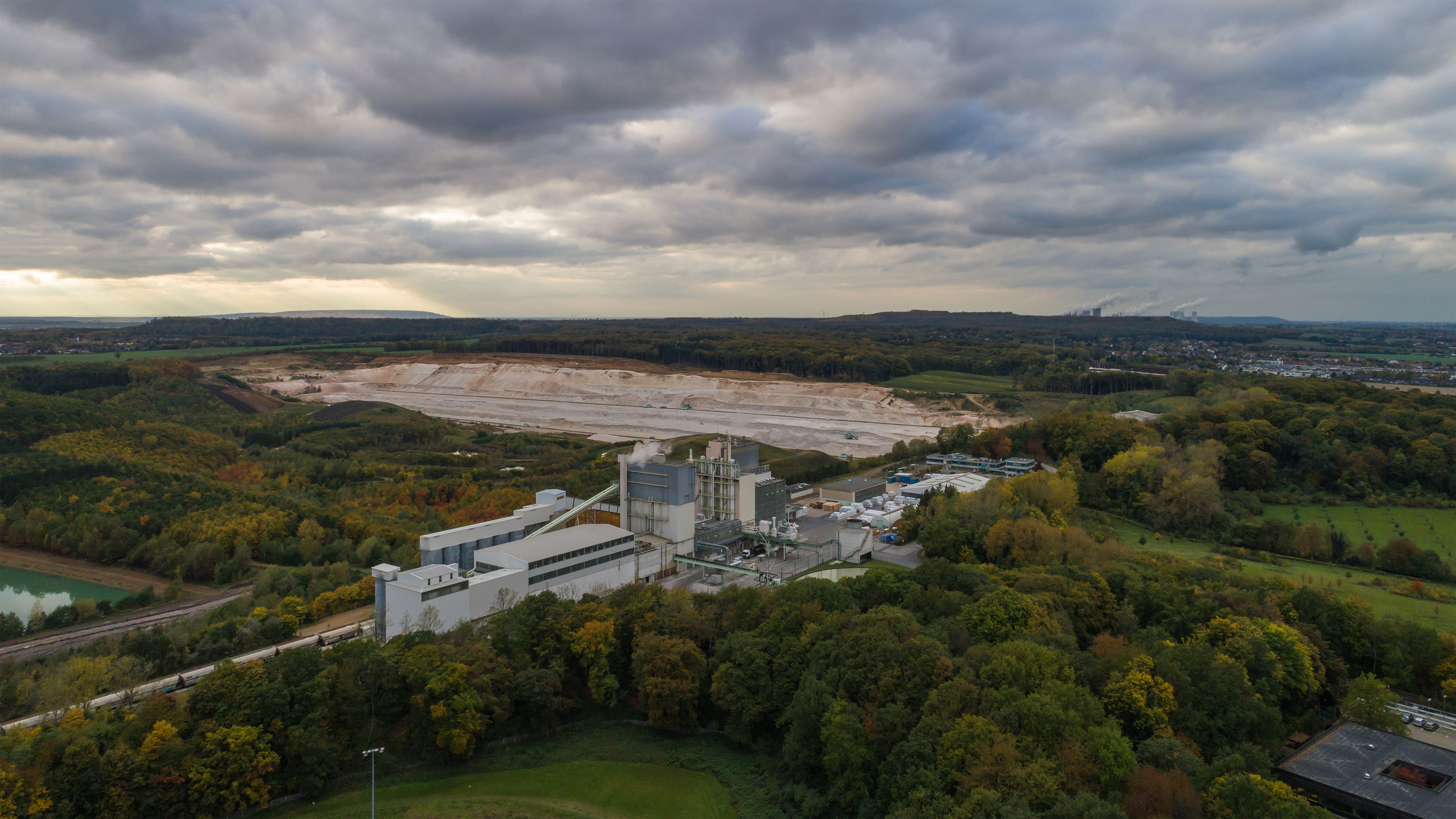
Das Quarzwerk in Frechen

Die Quarzwerke Gruppe ist ein inhabergeführtes Familienunternehmen mit deutschen und internationalen Standorten. Es baut mineralische Rohstoffe (Quarz, Kaolin, Feldspat, Wollastonit und Glimmer) ab und handelt mit den aufbereiteten und veredelten Produkten. 

## Geschichte

### Rund um Frechen

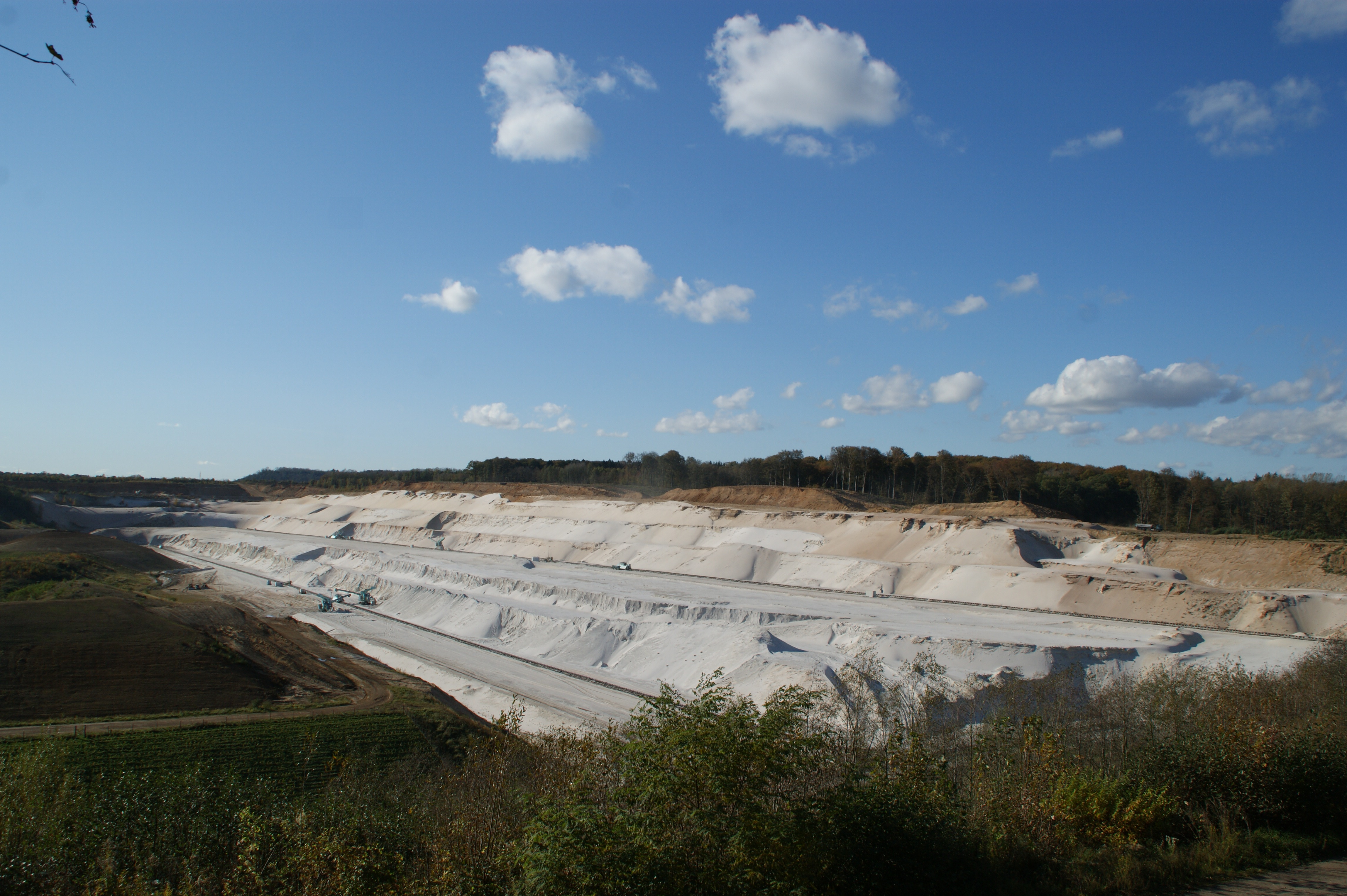
Sandhügel am Quarzwerk in Frechen

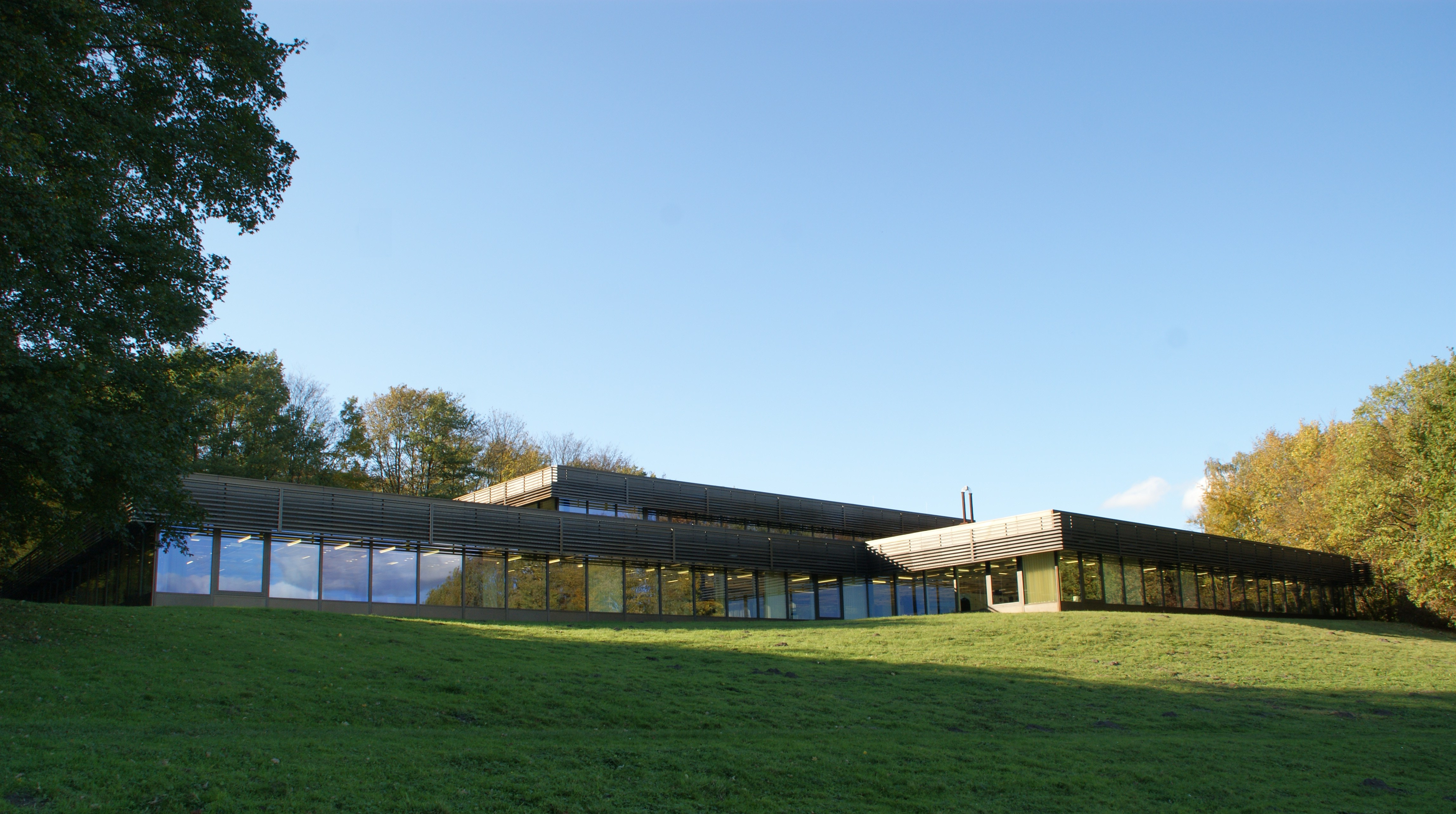
Verwaltungsgebäude in Frechen

1884 begannen die ursprünglich als Eisenbahnunternehmer tätigen Wilhelm Köhnen und Carl Grosspeter in Frechen-Buschbell, ein Quarzsandvorkommen abzubauen. Nach fünf Jahren verließ Köhnen das Unternehmen und übernahm ein Bauunternehmen in Essen. Grosspeter übernahm ein zusätzliches Werk in Großkönigsdorf, das Unternehmen trägt jetzt den Firmennamen Sand- und Steinzeugwerke C. Grosspeter GmbH. Anfang der 1890er Jahre produzierte es auch Steinzeug für die Kanalisation.
1904 gründete der Tiefbauingenieur August Lindemann die Cöln-Frechener Kristallsandwerke mbH, die ebenfalls bei Frechen ein Quarzsandvorkommen erschloss. Dessen Sohn baute 1915 dort eine moderne Sandwäsche auf.
1919 vereinigten sich die beiden benachbarten Werke zur Grosspeter Lindemann & Co. KG. 1922 erweiterte sich der Inhaberkreis um die Landwirtfamilien Lenders und Fretter-Pico, denen große Grundstücke im Tagebaubereich der Werke gehörten.
Nach dem frühen Tod von Hans Grosspeter (Sohn des Unternehmensgründers) im Jahre 1923 wurde die Quarzmahlwerk Frechen GmbH gegründet, sie baute ein neues Quarzmahlwerk in Frechen. Geschäftsführer wurde Otto Lindemann, er hatte diese Position bis 1945 inne.

### In Haltern
1883 bauten die Unternehmer Hilfenberg und Miesem aus Dülmen in der Heide zwischen Sythen und Hausdülmen ein Dampfziegelwerk auf, der Rohstoff aus dem dortigen Lehmvorkommen war aber schnell erschöpft. Bereits nach drei Jahren schwenkte man um und konzentrierte sich auf den Abbau der darunter liegenden Quarzsande.
1896 kaufte die Rheinische Sandwerke A.G. aus Düsseldorf die Sandgruben auf. 1914 wurden sie an die Firma Kükenhöher weiterverkauft.

### Zusammenschluss und weitere Geschichte
1924 gründete Lindemann das Tochterunternehmen  Rheinische Bau- und Cristallsandwerke GmbH. Dieses übernahm die Firma Kükenhöher und damit auch die Sandgruben im Norden von Haltern.
Im Jahr 1936 errichtete die Firma ein weiteres Quarzmahlwerk, diesmal im Hafen von Neuss, um die Wasserwege als Transportmöglichkeit nutzen zu können. Hauptabnehmer für die Putzkörner war die Firma Henkel mit dem Scheuermittel Ata.
1944 änderte sich der Firmenname in Quarzwerke GmbH, das bis heute genutzte Logo entwarf Otto Lindemann. Geschäftsführender Gesellschaft der Quarzwerke GmbH (sowie der Grosspeter-Lindemann Verwaltungsgesellschaft) in Frechen war in den 1980er Jahren der in 1922 Köln geborene Bergingenieur Hans Lindemann. Horst Grosspeter, geboren 1940, war Geschäftsführer der Quarzwerke GmbH. Vorsitzender des Beirats der Quarzwerke GmbH und der Grosspeter Lindemann Verwaltungsgesellschaft war der 1913 in Großkönigsdorf geborene Carl-Ludwig Grosspeter.
Nach dem Zweiten Weltkrieg wurden die teilweise zerstörten Werke in Frechen, Haltern und Neuss wieder aufgebaut. Enkel und weitere Familienmitglieder übernahmen Aufgaben im Unternehmen. Zusammen mit dem belgischen Partnerunternehmen Sablières et Carrieères Réunies (kurz SCR) entstanden Werke in Sibelco (Belgien) und Sifraco (Frankreich) sowie in der Schweiz, in Italien, Spanien und den USA.
Neben den gemahlenen Produkten wurden ab 1958 auch mit Kunstharzen ummantelte Quarzsande (für das Croning-Verfahren in Gießereien) und ab 1966 auch oberflächenbehandelte Füllstoffe ins Produktportfolio aufgenommen. 1965 trennte sich das Unternehmen von der Steinzeugproduktion. 1970 erwarben die Quarzwerke und SCR die Firma Jan de Poorter in den Niederlanden, sie konnten dadurch die Aufbereitung importierter Mineralien für ihren Kundenkreis anbieten. 1971 wurde die Quarzwerke GmbH in Österreich gegründet.
1976 ordneten die Quarzwerke-Gruppe und die SCR-Sibelco ihre Unternehmensteile neu. Die Quarzwerke gaben die bis dahin gemeinsam geführten süd- und westeuropäischen Tochterunternehmen an die SCR ab und erhielten dafür eine Beteiligung an der SCR selbst.
Ab 1985 baute die Quarzwerke Gruppe eine eigene Transportflotte auf, ab 1987 werden neue Lager in Mannheim, Stuttgart und Wertheim errichtet.

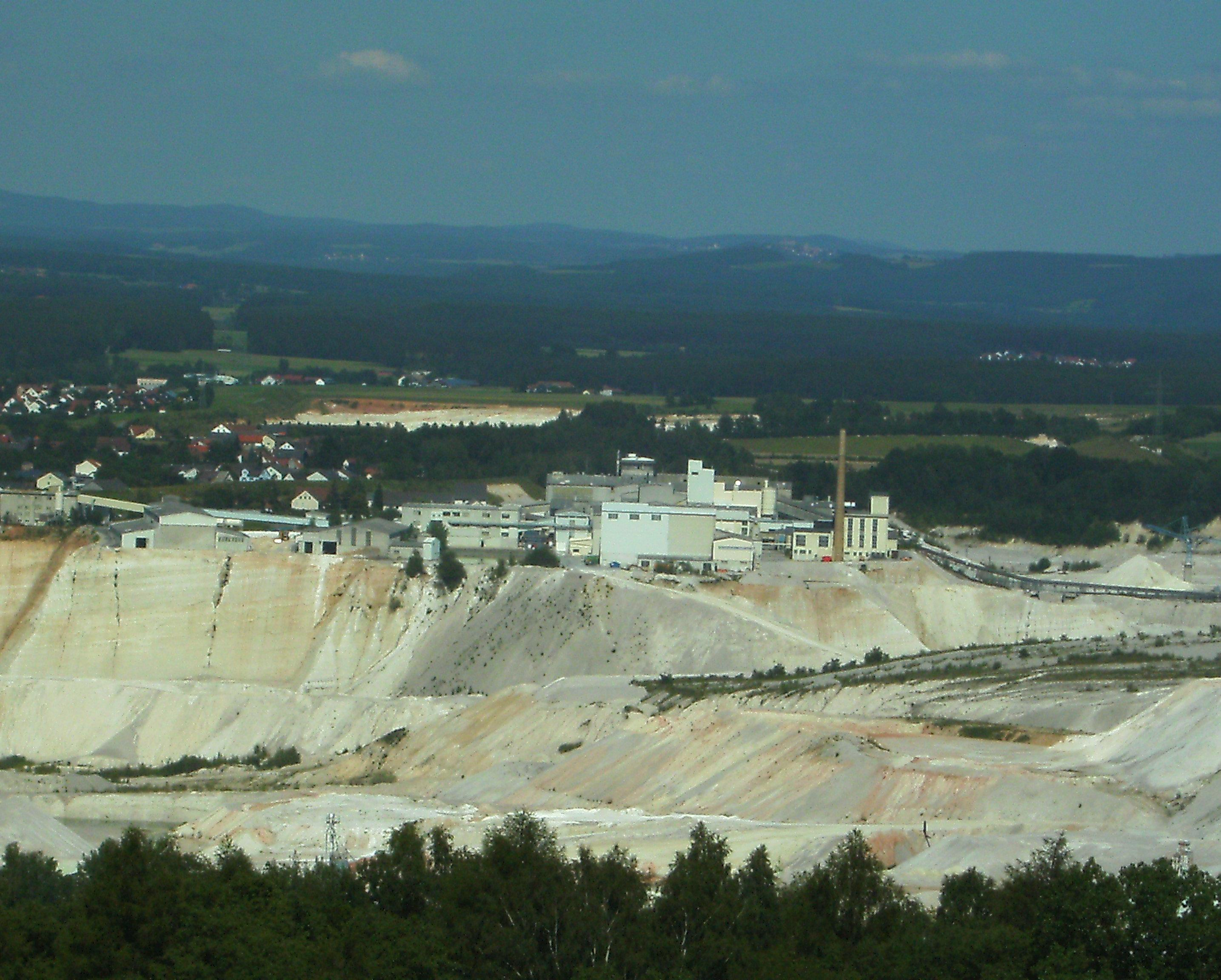
Monte Kaolino am Standort Hirschau

1990 trat mit Robert Lindemann-Berk die vierte Generation ins Familienunternehmen ein. Ab 1991 wurden Zweitwerke in den neuen Bundesländern aufgebaut, zunächst in Weferlingen und Hohenbocka. Ab 1992 folgten auch Werke im osteuropäischen Ausland, unter anderem in Tschechien, Polen und Russland.
Durch Ankauf der Amberger Kaolinwerke Eduard Kick erweiterte sich 1995 das Produktportfolio um die Rohstoffe Kaolin und Feldspat.
Im Jahre 2006 gab es nochmal eine große Umstrukturierung der Unternehmensanteile. Die Familie Grosspeter schied aus, die Beteiligungen in den USA und andere nicht strategische Bereiche wurden abgegeben. Robert Lindemann-Berk war weiterhin geschäftsführender Gesellschafter, dazu kamen Otto Hieber (seit 1993 Geschäftsführer der Amberger Kaolinwerke) sowie Jens-Uwe Klemens und Paul Páez-Maletz.

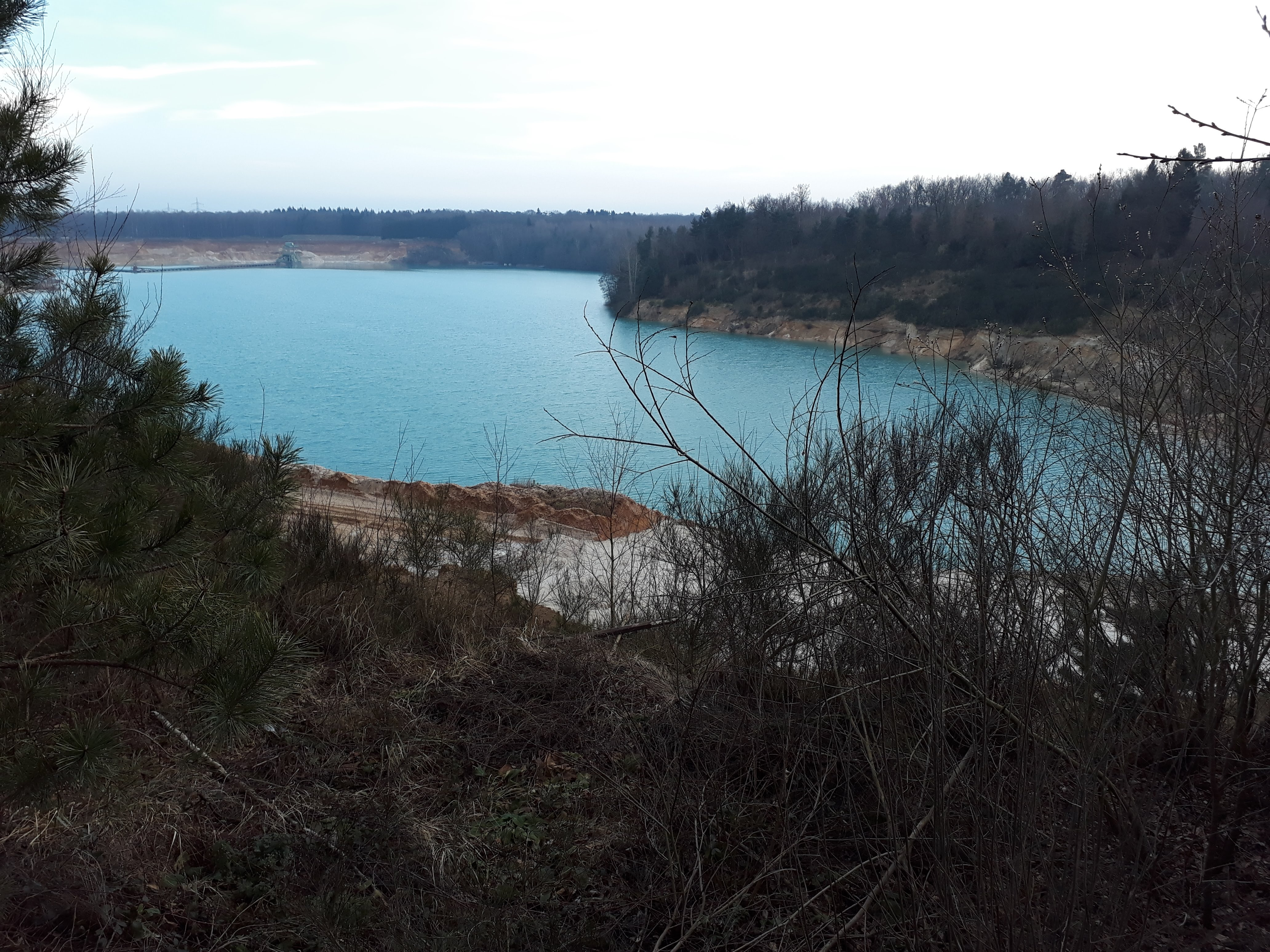
Quarzwerke Witterschlick

Die Quarzwerke expandierten weiter, 2007 wurden Bereiche in der Ukraine und in Russland hinzugefügt. 2008 übernahm die Gruppe von einem Insolvenzverwalter den Tagebau für Quarzkies und -sand mit Aufbereitungswerk in Witterschlick.
Im Jahr 2013 wurde das bulgarische Unternehmen Kaolin EAD Teil der Quarzwerke Gruppe.

## Unternehmen
Die Quarzwerke Gruppe gliedert sich in sechs Divisionen, die sich anhand der bedienten Märkte (Deutschland und Österreich, Mittel-/Osteuropa, Südeuropa und das Baumarktgeschäft) und produzierten Stoffe (Quarz, Feldspat, Hochleistungsfüllstoffe und Baumarktprodukte) aufteilen.
Quarzwerke befinden sich in Deutschland (Frechen, Gambach, Haltern am See, Hirschau/Schnaittenbach und Hohenbocka, Weferlingen und Witterschlick), Österreich (Melk und St. Georgen an der Gusen), Polen (Biała Góra (bei Tomaszów Mazowiecki) und Osiecznica), Tschechien (Provodín), Slowakei (Šajdíkove Humence) und in Russland (Balascheika und „Wostotschnyj“ bei Uljanowsk). Kaolinwerke gibt es in Deutschland (Caminau, Hirschau/Schnaittenbach und Kemmlitz), Polen (Nowogrodziec) und der Ukraine (Hluchiwzi). Die Feldspatwerke konzentrieren sich auf Deutschland (Hirschau/Schnaittenbach) und Österreich (Melk und St. Georgen).
Zur Unternehmensgruppe gehören die deutsche Quarzwerke GmbH, die Quarzwerke Österreich GmbH, die Amberger Kaolinwerke Eduard Kick GmbH & Co. KG sowie die Caminauer Kaolinwerk GmbH. In Polen, Tschechien, der Slowakei und Russland gibt es weitere Tochterunternehmen. Zur Quarzwerke Gruppe gehören auch die Werke der Kaolin EAD in Bulgarien und er Jugokaolin in Serbien.
Die Kunden der Quarzwerke Gruppe kommen aus den Bereichen Bauchemie und -industrie, Farben und Lacke, Filter- und Farbsande, Gießereien, Glas, Keramik und Kunststoffe, Pharma, Papier. Auch Sport- und Freizeitsande werden angeboten. Vertrieben werden Quarz (Feucht- und Trockensand, Quarzmehl), Kaolin (als Granulat, Slurry, Mahlware oder Schamotte sowie als Rohkaolin), Feldspat (vor allem eisenarme Kalifeldspäte) und veredelte Füllstoffe (neben den Quarzen auch Wollastonit, Cristobalit, Nephelinsyenit, Glimmer und Aluminiumtrihydrat).
Das Unternehmen engagiert sich im Naturschutz und in sozialen Bereichen. So unterstützt es das Leistungszentrum für Naturwissenschaften und Umweltschutz (LNU) am Standort Frechen, welches besonders interessierte und begabte Schüler im Bereich Naturwissenschaften fördert. In Haltern am See beteiligt sich die Quarzwerke GmbH an dem Arbeitskreis Silbersee, einem Public-Private-Partnership mit der Stadt Haltern, dem Kreis Recklinghausen und dem Naturpark Hohe Mark – Westmünsterland. Aus den durch Tagebau im Landschaftsschutzgebiet Silberseen und Schmaloer Heide entstandenen Seen werden dadurch Freizeitstätten und Naturschutzgebiete entwickelt.
2017 beschäftigte die Unternehmensgruppe circa 3.700 Mitarbeiter.
Die Niederlassung in Haltern ist Teil der Route der Industriekultur, Themenroute Industriekultur an der Lippe.

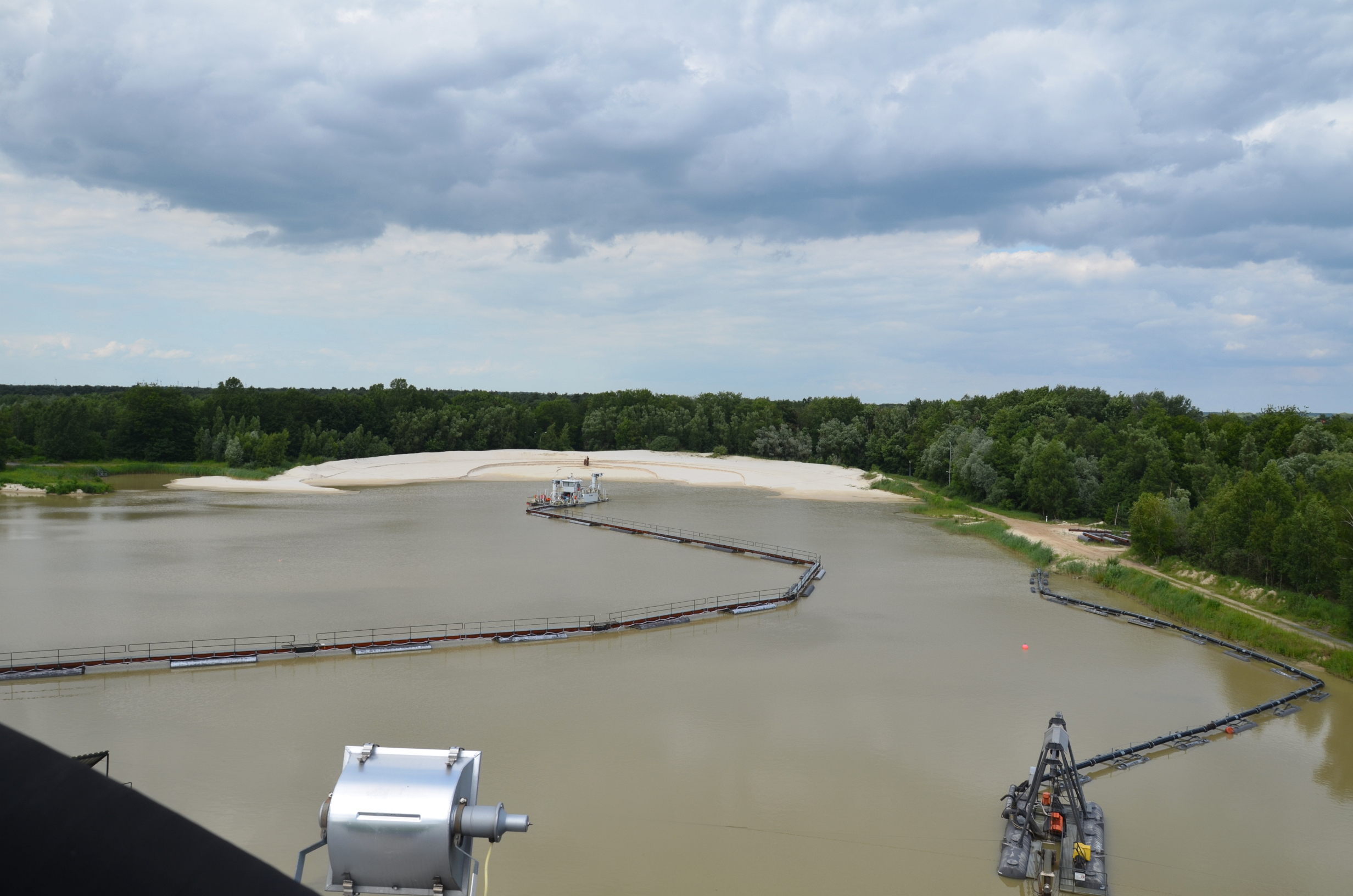
Vorsee im Quarzwerk Haltern
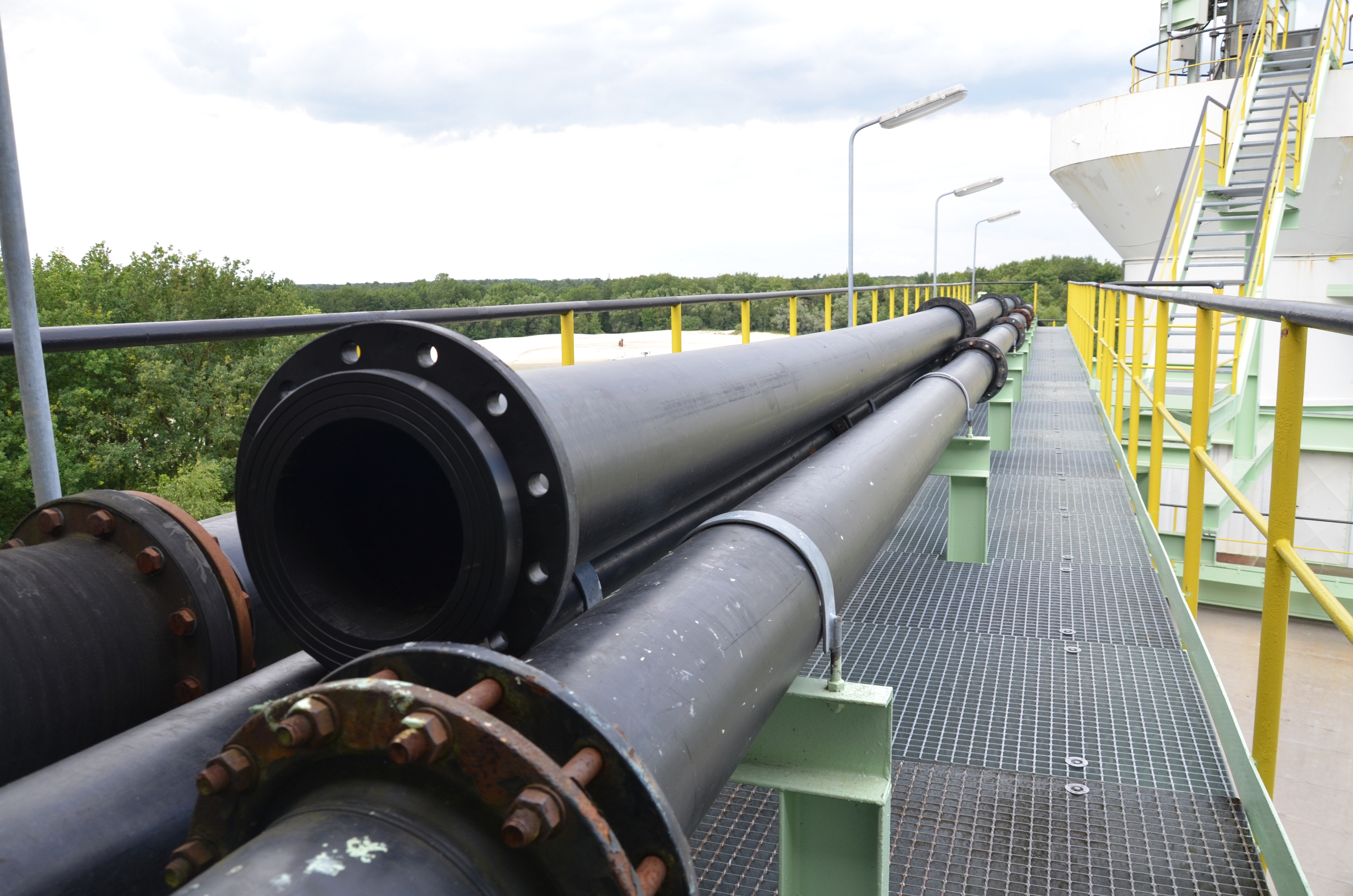
Spezialrohre zum Transport des Sand-Wasser-Gemischs
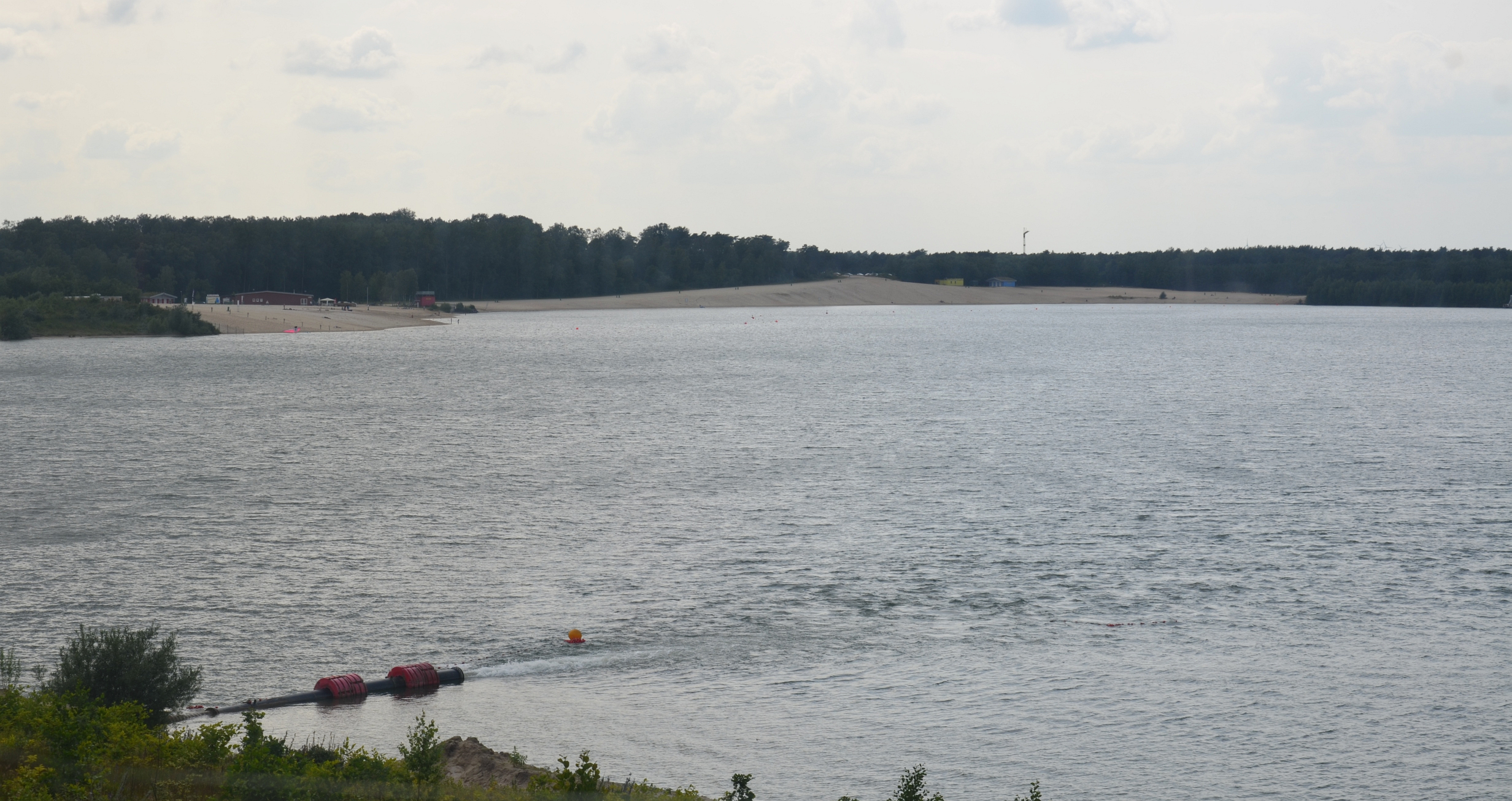
Tagebau am Silbersee II, hinten Badestrand, vorne links Rohrleitung zum Ausgleich des Wasserstandes
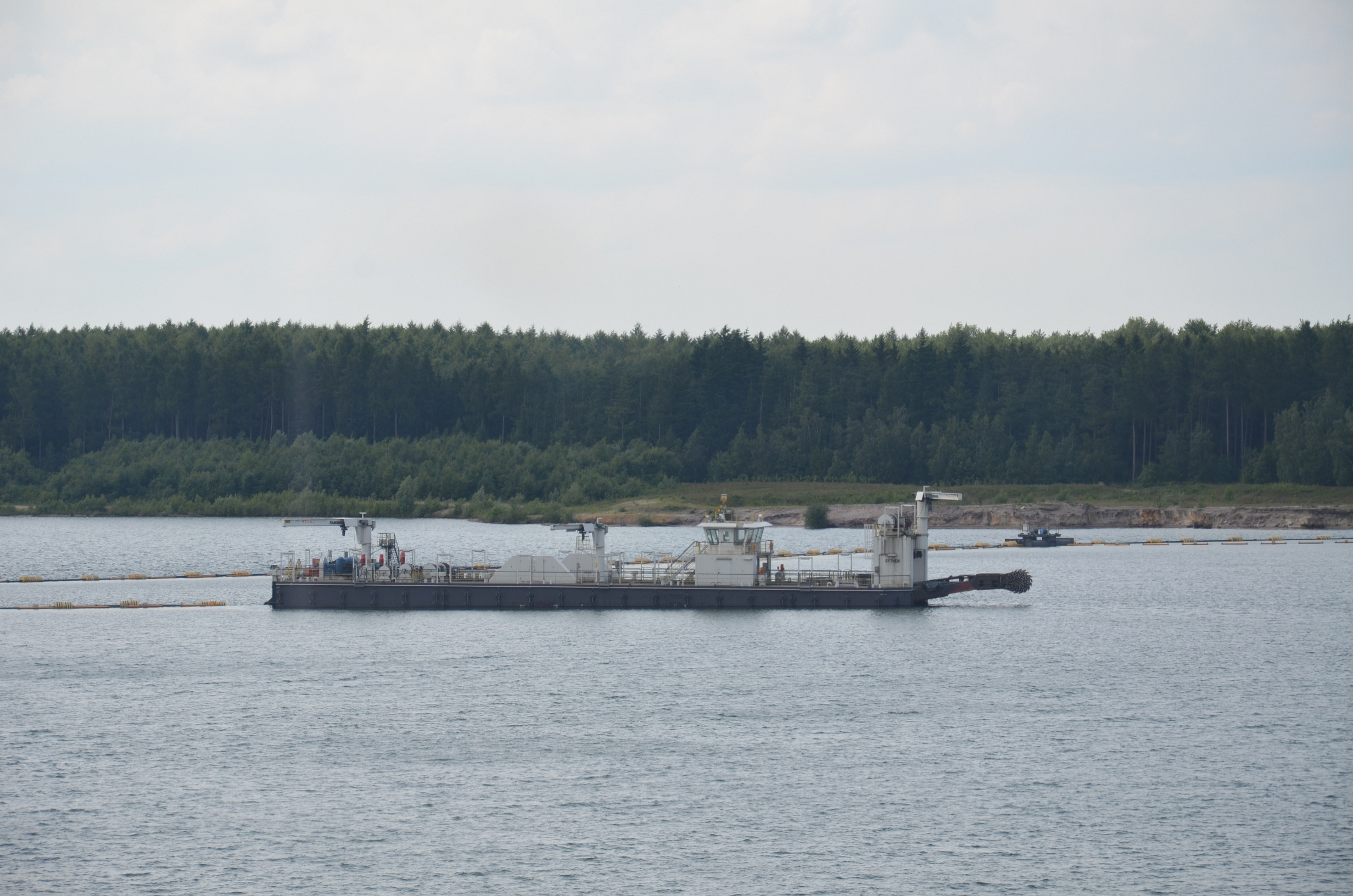
Tagebaubagger Sythen im Silbersee
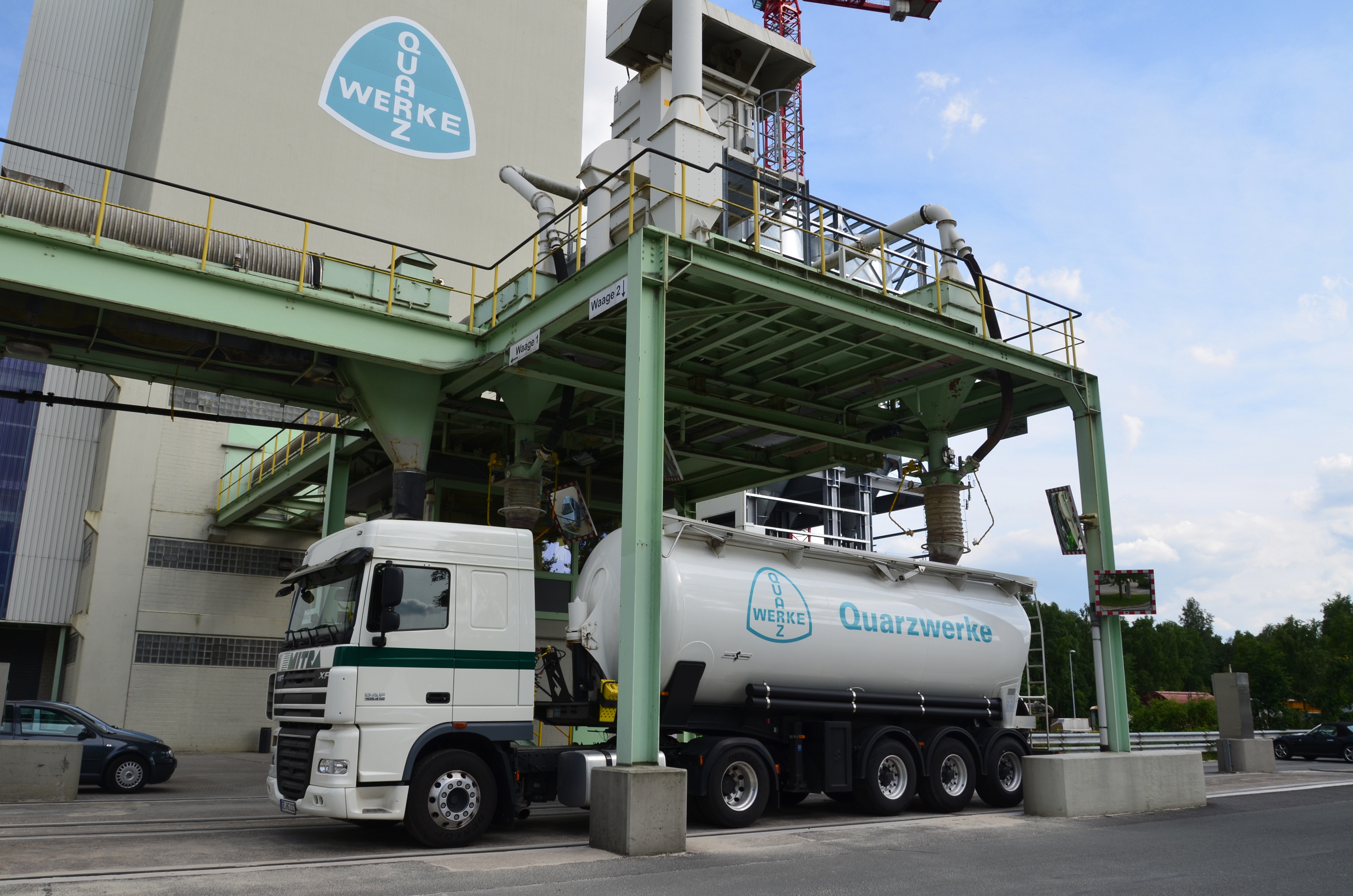
Lkw der eigenen Fahrzeugflotte